# Simon Mopinot
Simon Mopinot (Reims, 1685 - Saint-Germain-des-Prés, 11 de octubre de 1724) fue un religioso benedictino e historiador francés. 

## Vida
Tras cursar sus estudios de humanidades en la Universidad de Reims, a los 17 años fue admitido como novicio en el monasterio de Saint Faron de Meaux perteneciente a la congregación de San Mauro de la orden benedictina, en la que profesó al año siguiente. Estudió filosofía y teología en la abadía de Saint-Denis y griego y hebreo en la de Saint-Nicaise de Reims, y fue profesor de retórica en la de Pontlevoy. 
En su faceta literaria, durante su estancia en Saint Denis colaboró con Jean Marie Didier en una edición de las obras de Tertuliano; trasladado a la abadía de Saint-Germain-des-Prés de París, asistió a Pierre Coustant en la recopilación de decretales papales titulada Epistolae Romanorum Pontificum, hizo algunas aportaciones al Thesaurus Anecdotorum de Edmond Martène y Ursin Durand, y compuso algunos himnos en latín para uso de la congregación que fueron muy celebrados por sus correligionarios. Fallecido Coustant en 1721, Mopinot quedó encargado de la continuación de su obra, pero su salud frágil y sus problemas estomacales, complicados con una disentería, le causaron la muerte a los 39 años sin haber podido completar su labor.